# Delma
Delma – rodzaj jaszczurek z rodziny płatonogowatych (Pygopodidae).

## Zasięg występowania
Rodzaj obejmuje gatunki występujące na obszarze całej Australii.

## Systematyka
Rodzaj zdefiniował w 1831 roku angielski zoolog John Edward Gray w rozdziale poświęconym gatunkom z rzędu gadów opublikowanym w publikacji pod redakcją Griffitha traktującej o królestwie zwierząt. Gatunkiem typowym jest (oznaczenie monotypowe) Delma fraseri.

### Etymologia
- Delma: etymologia nieznana, Gray nie wyjaśnił znaczenia nazwy rodzajowej[1].
- Nisara: etymologia nieznana, Gray nie wyjaśnił znaczenia nazwy rodzajowej[2]. Gatunek typowy (oznaczenie monotypowe): Delma grayii Smith, 1849.
- Pseudodelma: gr. ψευδος pseudos ‘fałszywy’[7]; rodzaj Delma Gray, 1831. Gatunek typowy (oznaczenie monotypowe): Pseudodelma impar Fischer, 1882.
- Aclys: łac. aclys ‘rodzaj oszczepu’[4]. Gatunek typowy (oryginalne oznaczenie): Aclys concinna Kluge, 1974.

### Podział systematyczny
Do rodzaju należą następujące gatunki: 

- Delma australis Kluge, 1974 – delma marmurkopyska[8]
- Delma borea(inne języki) Kluge, 1974
- Delma butleri(inne języki) Storr, 1987
- Delma concinna(inne języki) (Kluge, 1974)
- Delma desmosa(inne języki) Maryan, Aplin & Adams, 2007
- Delma elegans(inne języki) Kluge, 1974
- Delma fraseri(inne języki) Gray, 1831
- Delma grayii(inne języki) Smith, 1849
- Delma hebesa(inne języki) Maryan, Brennan, Adams & Aplin, 2015
- Delma impar(inne języki) (Fischer, 1882)
- Delma inornata(inne języki) Kluge, 1974
- Delma labialis(inne języki) Shea, 1987
- Delma mitella(inne języki) Shea, 1987
- Delma molleri(inne języki) Lütken, 1863
- Delma nasuta(inne języki) Kluge, 1974
- Delma pax(inne języki) Kluge, 1974
- Delma petersoni(inne języki) Shea, 1991
- Delma plebeia(inne języki) De Vis, 1888
- Delma tealei(inne języki) Maryan, Aplin & Adams, 2007
- Delma tincta(inne języki) De Vis, 1888
- Delma torquata(inne języki) Kluge, 1974
- Delma vescolineata(inne języki) Mahony, Cutajar & Rowley, 2022